# Kvantitet
Kvantitet je osobina koja postoji kao veličina ili mnoštvo. Kvantiteti se mogu porediti pomoću termina „više“, „manje“, „jednako“ ili dodeljujući brojevnu vrednost u smislu merenja jedinica. Kvantitet je jedna od osnovnih klasa stvari pored kvaliteta, suštine, promene i relacije. Kao osnovni pojam, kvantitet se koristi da pokaže na bilo koji tip kvantitativnih osobina stvari. Neki kvantiteti su takvi po prirodi (kao brojevi) dok drugi funkcionišu kao stanja (osobine, dimenzije, atributi) stvari kao što su teško i lako, dugačko i kratko, široko i usko, veliko i malo, mnogo ili malo. Mali kvantitet se često oslovljava kao kvantulum.
Dve osnovne podele kvantiteta, veličina i mnoštvo impliciraju osnovne razlike između povezanosti i nepovezanosti. 
Pod imenima veličine dolazi isprekidano i diskretno, deljivo i nedeljivo kao i svi slučajevi zbirnih imenica: armija, flota, jato, vlada, kompanija, partija, ljudi, masa, nered i broj. Pod imenom mnoštva dolazi ono što je neprekidno i ujedinjeno i imenice koje nisu zbirne: univerzum, materija, masa, energija, tečnost, materijal, životinja, biljka, drvo.
Pored analiziranja prirode i klasifikacije, problemi kvantiteta podrazumevaju usko povezane teme kao vezu veličine i mnoštva, dimenzionalnosti, jednakosti, proporcije, merenja kvantiteta, jedinica mere, broja i brojevni sistemi, tipovi brojeva i njihova međusobna povezanost kao numeričkih odnosa.
Stoga je kvantitet osobina koja postoji u rasponu veličina i mnoštava. Masa, vreme, udaljenost, toplota i ugaono odvajanje su među poznatim primerima kvantitativnih osobina. Dve veličine istog kvantiteta su u međusobnoj vezi kao odnos koji je realan broj.

## Kvantitativne strukture
Kontinualni kvantiteti poseduju posebne strukture koje su prvo eksplicitno karakterizovane od strane Holdera (1901) kao set aksioma koji definišu osobine kao identitete i odnose između veličina. U nauci, kvantitativne strukture su predmet empirističkih istraživanja i ne može se pretpostaviti da postoje a priori za bilo koju osobinu. Linearni kontinuum predstavlja prototip neprekidnih kvantitativnih struktura koje je okarakterisao Holder (1901). 
Fundamentalna osobina bilo kog tipa kvantiteta je da se veza jednakosti ili nejednakosti može principijelno iskazati u poređenju između posebnih veličina, dok se kvalitet koji je označen sličnošću, srodnošću, razlikom i raznovrsnošću. Još jedna fundamentalna osobina je aditivnost. Aditivnost može uključivati povezanost u lanac kao na primer sabiranje dve dužine A i B da se dobije treća dužina A+B. Aditivnost nije ograničena na obimne kvantitete već može zahtevati odnose između veličina koje mogu biti uspostavljene kroz eksperimente koji dozvoljavaju testove hipoteziranih posmatranih manifestacija aditivnih odnosa veličina. Još jedna osobina je kontinuitet, za koji Mičel kaže „Kontinuitet znači da ako izaberemo dužinu 'a', onda za svaki pozitivan realan broj 'r' postoji dužina 'b' takva da je b=ra“.

## Kvantitet u matematici
Veličina i brojnost, dva osnovna tipa kvantiteta su dalje podeljena kao matematička i fizička. Formalno rečeno, kvantiteti – njihovi odnosi, proporcije, red i formalne veze jednakosti i nejednakosti – proučavaju matematičari. Esencijalni deo matematičkog kvantiteta se sastoji od skupljanja promenljivih gde se za svaku pretpostavlja njena vrednost. One mogu biti skup jednog kvantiteta za koje kažemo skalari kada su predstavljeni realnim brojevima ili više kvantiteta kao npr. Vektori i tenzori, dve vrste geometrijskih objekata.
Matematička upotreba kvantiteta zbog toga varira i zavisi od situacije. Kvantiteti se mogu koristiti kao beskrajno male količine, argumenti u funkcijama, promenljive u izrazima (zavisne ili nezavisne) ili probabilistički u nasumičnim i stohastičkim kvantitetima. U matematici, veličine i mnoštva nisu dve različite vrste kvantiteta već su povezane jedna sa drugom.
Teorija brojeva pokriva teme diskretnih kvantiteta kao brojeva: brojevni sistemi sa njihovim odnosima i relacijama. Geometrija proučava probleme prostornih veličina: prave linije, krive, površine i materije sa sve njihovim merama i vezama.

## Kvantitet u fizici
Postavljanje kvantitativne strukture i veza između različitih kvantiteta je kamen temeljac moderne fizike. Fizika je u suštini kvantitativna nauka. Njen progres je prvenstveno postignut zbog polaganja apstraktnih vrsta materijalnih entiteta u fizičke kvantitete postavljanjem postulata da sva materijalna tela označena kvantitativnim osobinama ili fizičkim dimenzijama su podložna merenjima i posmatranjima. Fizika pokriva fundamentalne kvantitete kao što su prostor (dužina, širina i dubina), vreme, masu i silu, temperaturu, energiju i kvantuum.
Razlika je takođe uspostavljena između intenzivnog kvantiteta i ekstenzivnog kvantiteta kao dva tipa kvantitativnih osobina, stanja ili odnosa. Dimenzije jednog intenzivnog kvantiteta ne zavise od veličine, obima, objekta ili sistema kojeg je taj kvantitet osobina, dok dimenzije ekstenzivnog kvantiteta su aditivne kao delovi jednog entiteta ili podsistema. Zbog toga dimenzije ne zavisi od obima entiteta ili sistema u slučaju ekstenzivnih kvantiteta. Primeri intenzivnih kvantiteta su gustina i pritisak dok su primeri ekstenzivnog kvantiteta energija, zapremina i masa.

## Kvantitet u logici i semantici
U odnosu na kvantitet, predlozi su grupisani kao univerzalni i posebni koji se primenjuju na ceo predmet ili deo predmeta koji je zasnovan. Prema tome imamo egzistencijalne i univerzalne kvantifikatore. U odnosu na značenje nacrta, kvantitet uključuje dve semantičke dimenzije: 1. Ekstenzija ili obim (utvrđivanje posebnih klasa ili pojedinačnih slučajeva predstavljenih nacrtom) 2. Namera (sadržaj ili razumevanje ili definicija) 3. Merenje svih implikacija (odnose i udruženja uključenih u nacrt, njegova unutrašnja konstitucionalna značenja i veze).